# Ippōsai Fujiyoshi
 (août 2022).
Si vous disposez d'ouvrages ou d'articles de référence ou si vous connaissez des sites web de qualité traitant du thème abordé ici, merci de compléter l'article en donnant les références utiles à sa vérifiabilité et en les liant à la section « Notes et références ».
Ippōsai Fujiyoshi (一鵬斎藤よし), est un artiste ukiyo-e de l'époque d'Edo.

## Biographie
Ses dates de naissance et de décès sont inconnues.
Il aurait été un disciple d'Utagawa Yoshifuji (ja).
Sa période de peinture va de la période Motoharu à la période Meiji. Il a produit des œuvres omocha-e (玩具絵, litt. « estampe de jouet »), et plus particulièrement des sugoroku-e (絵双六, litt. « estampe pour jeu de société »).

## Œuvres
- Shichifuku Shōsei Kaiun Ari ni Irugi (nom orignal : 七福即生開運有卦に入木 ; nishiki-e de grande taille, 1864)
- Kiriko Kumikami to Owō (nom original : きりこ組上とおろう ; nishiki-e de grande taille, (1865)
- Kin-sei no hitosama uke ni hairu (nom original : 金性の人様うけに入る ; nishiki-e de grande taille, c. XIXe siècle)
- Seiyuan Mei no Shunju Koroku (nom original : 清元梅の春寿古六 ; sugoroku-e, c. XIXe siècle)